# 弗朗塞斯克·韋卡里
弗朗塞斯克·韋卡里（義大利語：Francesco Vicari；1994年8月3日—）是一位意大利足球運動員。在場上司職後衛。他現在效力於巴里足球俱乐部。他也曾代表意大利國家青年足球隊參賽。